# Stožecké sedlo
Stožecké sedlo (nejčastěji nazývané Šébr podle německého názvu blízkého kopce, německy Schöbersattel) je sedlo (605 m n. m.) v Lužických horách. Leží v Jedlovském hřbetu mezi Pěnkavčím vrchem a Stožcem, podle něhož má své jméno.

## Silnice
Od roku 1805 sedlem prochází stará císařská silnice spojující Šluknovský výběžek s vnitrozemím, která nahradila starší Pražskou cestu. V letech 1981–1983 byla silnice rozšířena na tři pruhy. Dnes má označení I/9 a spojuje Prahu s Rumburkem. Severně od sedla je obec Jiřetín pod Jedlovou, jižně obec Svor. V sedle je parkoviště. Díky velkému převýšení mezi osadou Lesné a sedlem (150 metrů na 3 kilometry) zde byly dříve pořádány automobilové závody do vrchu, viz samostatný odkaz. Účastnicí byla i Eliška Junková.
Sedlo je pro náročné podmínky negativně proslulé mezi motoristy, zejména řidiči kamionů.
V říjnu 2021 byla dvě desítky metrů od sedla směrem k Jiřetínu pod Jedlovou zprovozněna lávka, která slouží chodcům, běžkařům i cyklistům. Lávka umožňuje bezpečný přechod frekventované silnice a navíc zlepšila turistické propojení mezi Ústeckým a Libereckým krajem. Investorem stavby byl Ústecký kraj a o lávku se bude starat svazek obcí Mikroregion Tolštejn. Na počest iniciátora stavby, bývalého senátora a dlouholetého starosty Jiřetína pod Jedlovou Josefa Zosera, se účastníci slavnostního otevření lávky dohodli, že lávka ponese jméno "Cózrovka".

## Další zajímavosti
Sedlem prochází severomořsko-baltské rozvodí a podél něj byla vybudována v letech 1937 - 1939 řada betonových pevnůstek, tzv. řopíků.

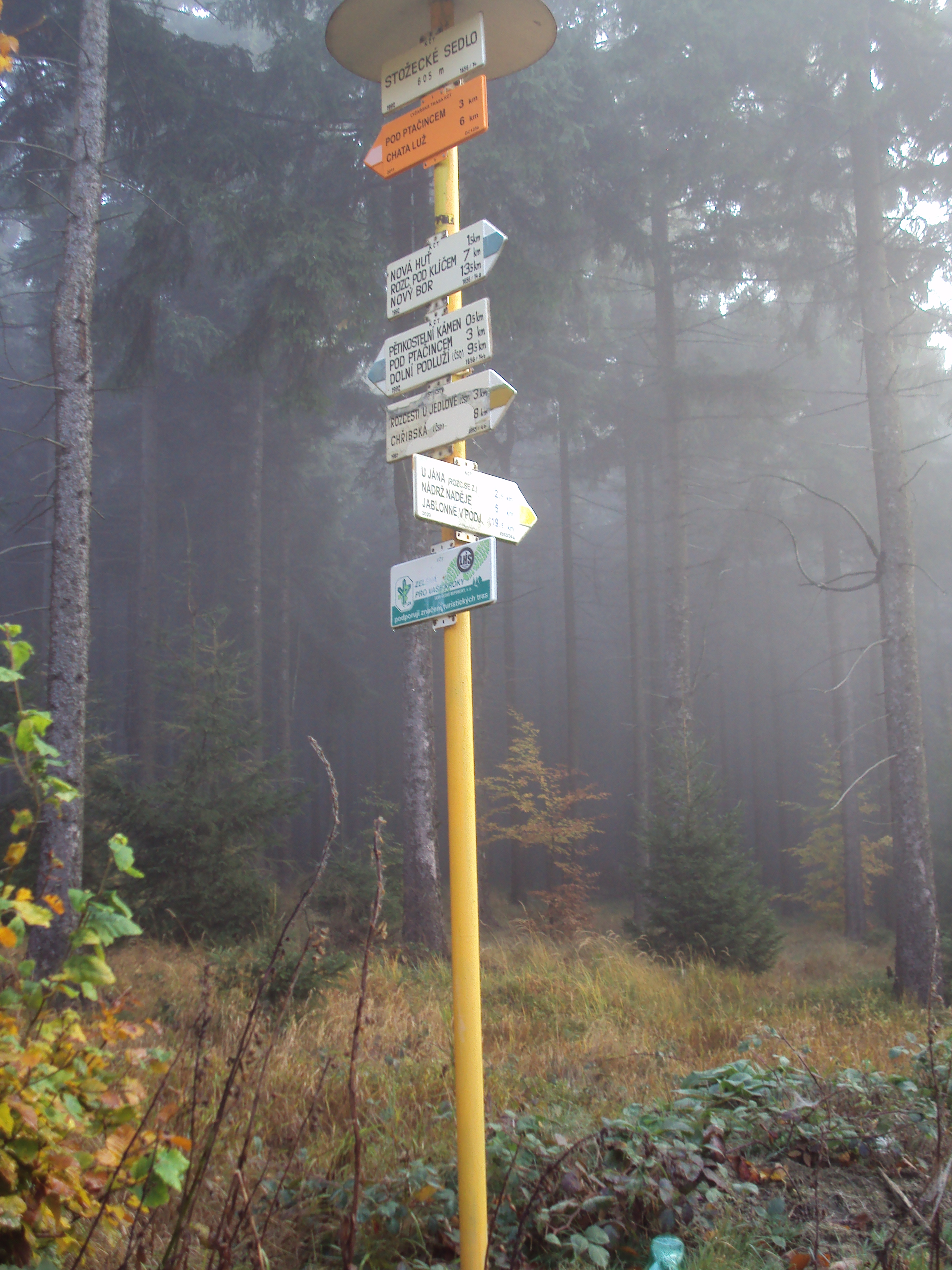
Rozcestník u sedla

Necelé 2 km na JZ je železniční zastávka Nová Huť v Lužických horách a přímo na jihu samota Nová Huť. Od Nové Huti přes Stožecké sedlo vede na sever modře značená turistická trasa, od sedla na katastru Dolní Podluží. Sedlo je na předělu okresů Česká Lípa a Děčín, tedy i Libereckého a Ústeckého kraje.

### Externí odkazy

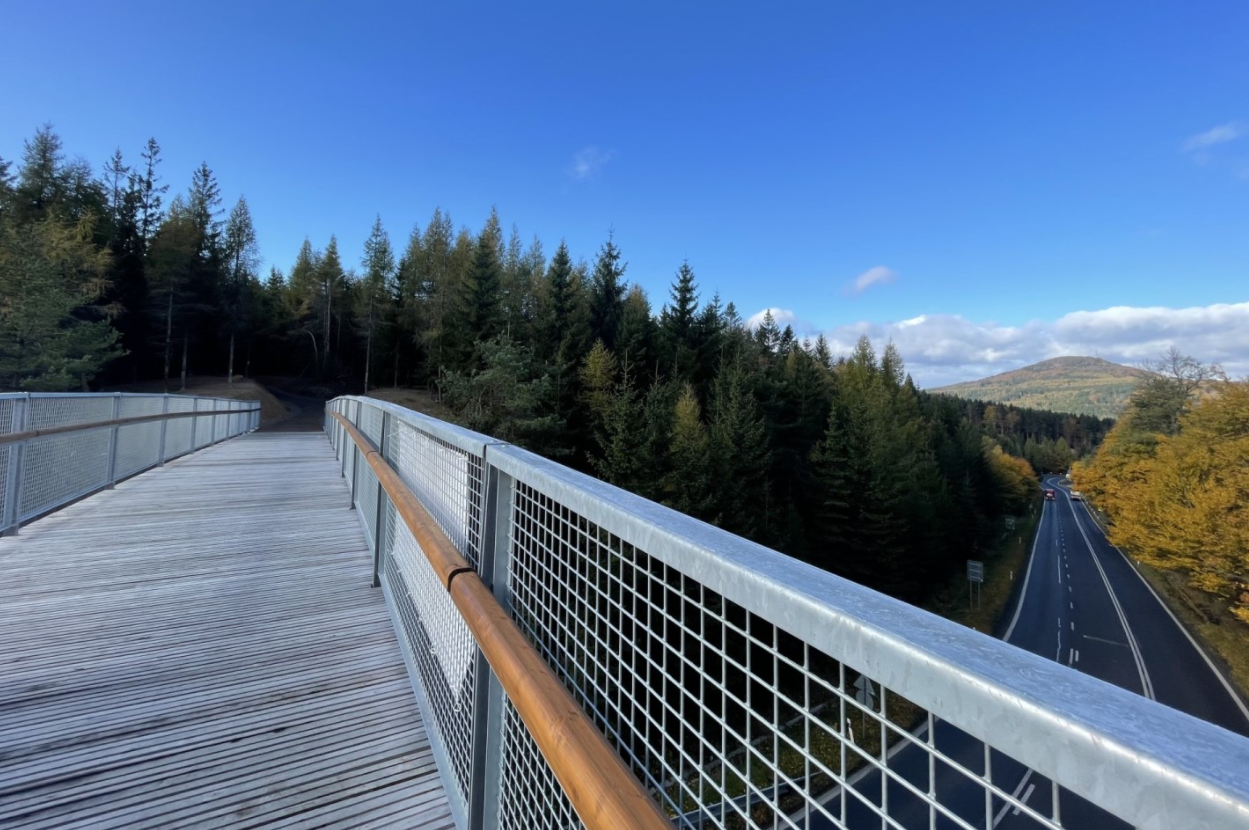
Lávka přes Stožecké sedlo byla pro veřejnost otevřena v říjnu 2021